# Bushiroad

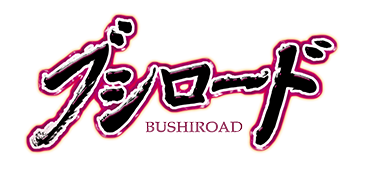
Früheres Logo bis 2017

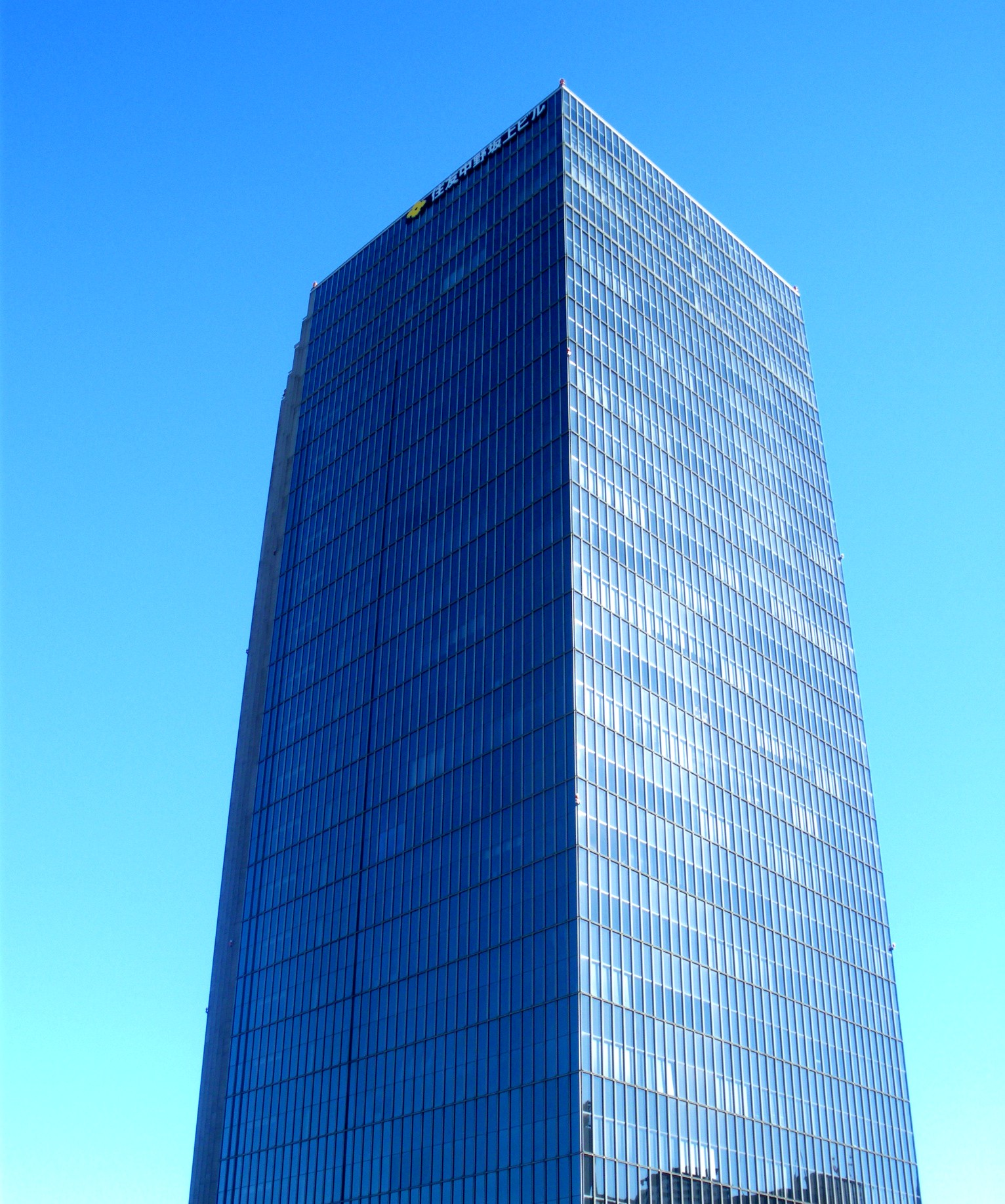
Hauptquartier in Tokio, 2009

Bushiroad Inc. 株式会社ブシロード Kabushiki-gaisha Bushirōdo ist ein 2007 gegründetes Multimedienunternehmen mit Sitz in Tokio. Gründer ist Takaaki Kidani. Bushiroad hat diverse Multimedia-Projekte gestartet, darunter Tantei Opera Milky Holmes, Revue Starlight, Dig Delight Direct Drive DJ und BanG Dream!.
Im Januar 2012 gab Bushiroad bekannt, die New Japan Pro-Wrestling-Liga für 500 Millionen Yen aufgekauft zu haben. Im Jahr 2019 kaufte Bushiroad World Wonder Ring Stardom, eine Puroresu-Liga auf.
Während der Tokyo Games Show kündigte das Unternehmen mit Bushimo eine soziale Gaming-Plattform für das Smartphone an und wurde im Winter gleichen Jahres offiziell veröffentlicht. Im März 2013 kündigte Bushiroad die Wiederauflebung des Multimedia-Projekts Neppu Kairiku Bushi Road und produzierte in Zusammenarbeit mit Bandai Visual, Nitroplus und Kinema Citrus einen 90-minütigen Animefilm, der am 31. Dezember 2013 im japanischen Fernsehen lief.
Im September 2013 wurde das monatlich erscheinende Magazin Monthly Bushiroad (月刊ブシロード Gekkan Bushirōdo) erstmals aufgelegt. Dieses beinhaltet Manga-Umsetzungen der hauseigenen Sammelkartenspiele und andere Franchises. Im Jahr 2015 startete Bushiroad das BanG-Dream!-Projekt, das aus mehreren Anime-Produktionen, mehreren Manga-Umsetzungen und einem Smartphone-Spiel besteht. 2017 wurde das Projekt Shōjo Kageki Revue Starlight gestartet.

## Tochterunternehmen
- Bushiroad USA, Inc.

Bushiroad USA wurde im Mai 2012 in Los Angeles im US-Bundesstaat Kalifornien eröffnet um in den nordamerikanischen Markt zu gelangen und der Nachfrage von Verkäufern und Spielern entgegenzukommen.
- Bushiroad International Pte., Inc

Bushiroad International wurde im November 2011 in Singapur eröffnet um den Überseemarkt für Sammelkartenspiele zu erweitern. Gegründet wurde die Tochter unter dem Namen Bushiroad South East Asia Pte Ltd und erhielt im August 2017 den heutigen Namen.
- Bushiroad Creatives, Inc.

Creatives, Inc. wurde am 25. Februar 2015 unter dem Namen Alcard Co., Ltd gegründet und dient dazu die Handelsverkäufe zu steigern. Im Jahr 2016 erhielt das Tochterunternehmen seinen heutigen Namen und zog von Warabi in der Präfektur Saitama nach Nakano, Tokio um. Es ist auch für den Verkauf von Merchandising-Artikel zuständig.
- Bushiroad Media, Inc.

Spezialisiert auf den Contentvertrieb im Radio, Printmedien und auf digitaler Ebene. Bushiroad Media veröffentlicht das Monthly Bushiroad, welches dann von Kadokawa vertrieben wird. Die Tochter ist zudem für die Fernsehplanung und die Produktion von Merchandising-Artikel zuständig und ist zudem als hauseigene Agentur tätig.
- Bushiroad Music, Inc.

Bushiroad Music ist für die Planung, Produktion und den Verkauf von musikalischen Inhalten zuständig. Außerdem organisiert Bushiroad Music Musikkonzerte.
- Hibiki, Inc.

Hibiki ist auf die Produktion und den Vertrieb von Internetradioprogrammen spezialisiert, fungiert aber auch als Talentagentur für Synchronsprecher. Hibiki unterhält mit der Hibiki Radio Station ein Internetradio-Sender, dass sich auf Werbeprogramme für hauseigene Inhalte fokussiert.
- Bushiroad Fight Co., Ltd.

2016 gegründet und ist Besitzer mehrere Sportunternehmen, darunter der World Wonder Ring Stardom und Knock Out!.
- New Japan Pro-Wrestling Co., Ltd.

## Veröffentlichungen

### Multimedia-Projekte
- Tantei Opera Milky Holmes: 2010 gestartet. Besteht aus einem Anime, einer Light-Novel- und Manga-Reihe, sowie aus mehreren Videospielen. Es existiert eine Gesangsgruppe für Live-Konzerte.
- BanG Dream!: 2015 gestartet. Besteht aus mehreren Anime-Serien, Mangas, Light Novels und einem Smartphone-Spiel. Mehrere Gruppen, die aus den Synchronsprecherinnen der Hauptcharaktere bestehen.
- Shōjo Kageki Revue Starlight: 2017 gestartet. Besteht aus einem Anime, einem Radioprogramm, einer Mangareihe und einem Smartphone-Spiel. Eine Gruppe bestehend aus den Synchronsprechern der Reihe spielt auch Musicals zum Projekt.
- Dig Delight Direct Drive DJ: 2019 gestartet. Ein Anime und ein Spiel sind in Planung. Es sollen DJ-Auftritte stattfinden.

### Sammelkartenspiele
- AlicexCross
- Cardfight!! Vanguard
- ChaosTCG
- Dragoborne -Rise to Supremacy-
- Five Qross
- Future Card Buddyfight
- Jewelpet Trading Card Game
- King of Pro-Wrestling
- Luck & Logic
- Monster Collection
- Victory Spark
- Weekly Shonen Sunday V.S. Weekly Shonen Magazine
- Weiß/Schwarz

### Videospiele
- BanG Dream! Girls Band Party!
- Case Closed Runner: Race to the Truth
- Crayon Shin-chan: The Storm Called! Flaming Kasukabe Runner!
- Chaos Online
- Tantei Opera Milky Holmes
- Tap Logic ～TAP! Luck ＆ Logic～
- Senki Zesshō Symphogear XD Unlimited
- The Prince of Tennis Rising Beat
- Click! Kaitou Teikoku
- Bound Monsters
- Ren'ai Replay
- Kindan Shoukan! Summon Monster
- Love Live! School Idol Festival
- Love Live! School Idol Festival All Stars
- KamiKari: Demons x Trigger
- Dragon Strike
- Kemono Friends Pavilion
- Cardcaptor Sakura Happiness Memories
- Shōjo Kageki Revue Starlight: Re LIVE

## Anteile
- Kinema Citrus: Animationsstudio. 31,8 % der Anteile.[6]
- Sanzigen: Animationsstudio. 8,2 % der Anteile.[7]
- Issen: Joint-Venture-Studio mit OLM.[8]
- New Japan Pro-Wrestling
- World Wonder Ring Stardom